# Nicolas Dieuze
Nicolas Dieuze (ur. 7 lutego 1979 w Albi) – francuski piłkarz występujący na pozycji pomocnika. Obecnie jest zawodnikiem Grenoble Foot 38.

## Kariera
Dieuze zawodową karierę rozpoczynał w 1999 roku w klubie Toulouse FC, występującym w Ligue 2. W 2000 roku zajął z klubem 3. miejsce w lidze i wywalczył z nim awans do ekstraklasy. Zadebiutował w niej 14 października 2000 w przegranym 1:4 pojedynku z Olympique Lyon. 21 października 2000 w przegranym 2:3 spotkaniu z Paris Saint-Germain strzelił dwa gole, które były jego pierwszymi w trakcie gry w Ligue 1. W 2001 roku zajął z klubem 16. miejsce w lidze, jednak z powodu bankructwa został on zdegradowany do Championnat National. Wówczas Dieuze odszedł z klubu.
Latem 2001 podpisał kontrakt z pierwszoligową SC Bastią. Pierwszy ligowy mecz zaliczył tam 28 lipca 2001 przeciwko CS Sedan (1:1). W styczniu 2003 został wypożyczony do drugoligowego Toulouse FC. Po zakończeniu sezonu 2002/2003, w którym Toulouse awansowało do ekstraklasy, postanowiło wykupić Dieuze'a z Bastii. W Toulouse FC Dieuze spędził jeszcze 5 sezonów. W sumie wystąpił tam 171 razy i zdobył 11 bramek.
Latem 2008 za 400 tysięcy euro został sprzedany bo beniaminka Ligue 1 – Le Havre AC. Zadebiutował tam 9 sierpnia 2008 w wygranym 1:0 ligowym meczu z OGC Nice. W 2009 roku spadł z zespołem do Ligue 2. W sierpniu 2009 przeszedł do pierwszoligowego Grenoble Foot 38. Pierwszy ligowy występ zanotował tam 8 sierpnia 2009 przeciwko Olympique Marsylia (0:2).